# Paraski Europacup 2011
Der nach FAI Reglement ausgetragene Paraski Europacup 2011 ist der wichtigste europäische Pokalwettbewerb im Para-Ski. Der Wettbewerb begann am 21. Januar 2011 in Sankt Johann im Pongau, machte von 28. – 30. Januar Station in Unterammergau und endete am 13. Februar 2011 in Bohinj.
Das Teilnehmerfeld setzte sich aus 65 Athleten aus 11 Nationen zusammen.

## Sankt Johann/Österreich

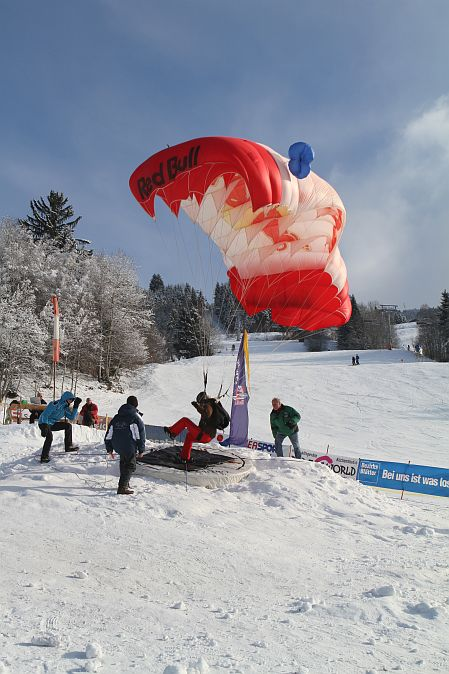
Sieger Juniorenwertung Edmund Pittracher

Vom 21. bis 22. Januar 2011 fand der erste Para-Ski Europacup der Saison in Sankt Johann im Pongau im Ortsteil Alpendorf statt. Veranstalter war der Verein HSV Red Bull Salzburg.
Kombinationswertung
| Wertung  | 1. Platz                | 2. Platz                 | 3. Platz            |
| -------- | ----------------------- | ------------------------ | ------------------- |
| Team     | Slovenia Elan (SLO)     | Offino Kempten (GER)     | Austria White (AUT) |
| Herren   | Marco Valente (ITA)     | Matej Becan (SLO)        | Oros Ule (SLO)      |
| Damen    | Claudia Lutz (GER)      | Maja Sajovic (SLO)       | Marina Kücher (AUT) |
| Junioren | Edmund Pittracher (AUT) | Michael Grossegger (AUT) | Fabian Resch (AUT)  |
| Masters  | Karl Kreuzer (AUT)      | Erika Franz (SUI)        | Jürgen Barth (GER)  |

## Unterammergau/Deutschland

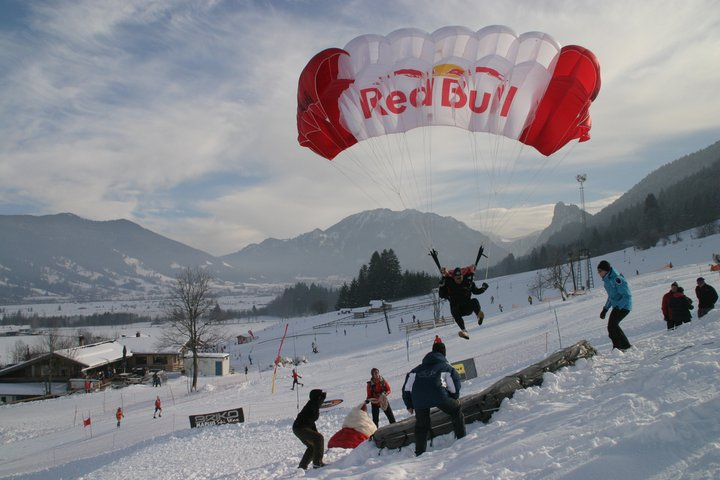
Sieger Herrenwertung Toni Gruber

Vom 28. bis 30. Januar 2011 fand der zweite Bewerb am Steckenberglift in Unterammergau statt. Veranstalter war der DFV e.V. mit dem German Paraski National Team.
Kombinationswertung
| Wertung  | 1. Platz                 | 2. Platz            | 3. Platz               |
| -------- | ------------------------ | ------------------- | ---------------------- |
| Team     | Austria White (AUT)      | Slovenia Elan (SLO) | Czech Republic A (CZE) |
| Herren   | Toni Gruber (AUT)        | Thomas Saurer (SUI) | Matej Becan (SLO)      |
| Damen    | Irena Aubelj (SLO)       | Claudia Lutz (GER)  | Marina Kücher (AUT)    |
| Junioren | Michael Grossegger (AUT) | Felix Seifert (AUT) | Fabian Resch (AUT)     |
| Masters  | Heinz Empl (AUT)         | Erika Franz (SUI)   | Jürgen Barth (GER)     |

## Bohinj/Slowenien

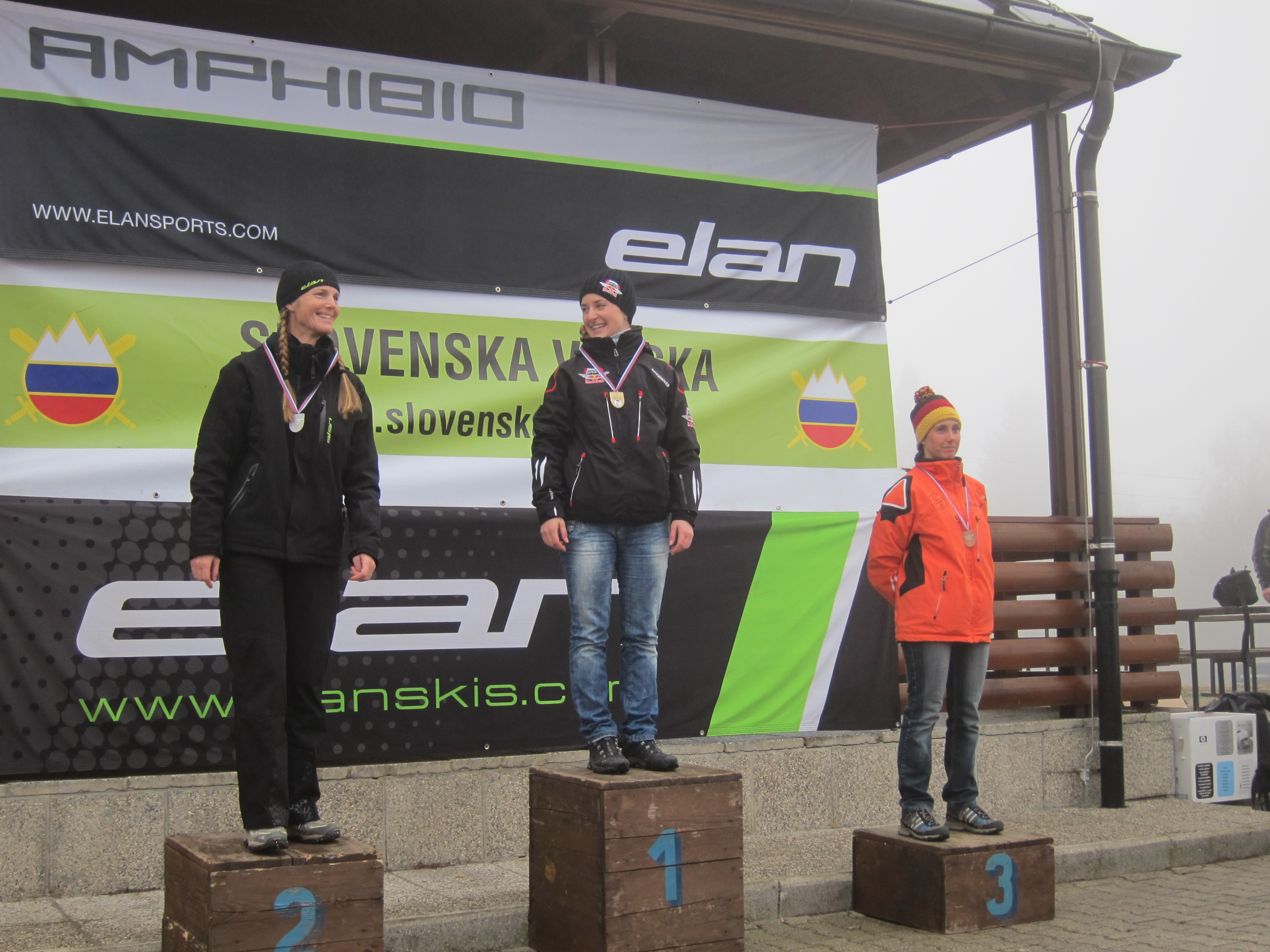
Podestplätze Damenwertung (v.l. Aubelj, Schwertl, Lutz)

Vom 11. bis 13. Februar 2011 fand der dritte und letzte Paraski Europacup der Saison 2011 im Ski Centrum Kobla in Bohinj statt.
Kombinationswertung
| Wertung  | 1. Platz                 | 2. Platz               | 3. Platz             |
| -------- | ------------------------ | ---------------------- | -------------------- |
| Team     | Slovenia Elan (SLO)      | Czech Republic A (CZE) | Offino Kempten (GER) |
| Herren   | Toni Gruber (AUT)        | Matej Becan (SLO)      | Milan Palo (SVK)     |
| Damen    | Magdalena Schwertl (AUT) | Irena Aubelj (SLO)     | Claudia Lutz (GER)   |
| Junioren | Michael Grossegger (AUT) | Marko Premozic (CRO)   | Fabian Resch (AUT)   |
| Masters  | Jürgen Barth (GER)       | Gerhard Pum (AUT)      | Henny Wiggers (NED)  |

## Europacup-Gesamtwertung

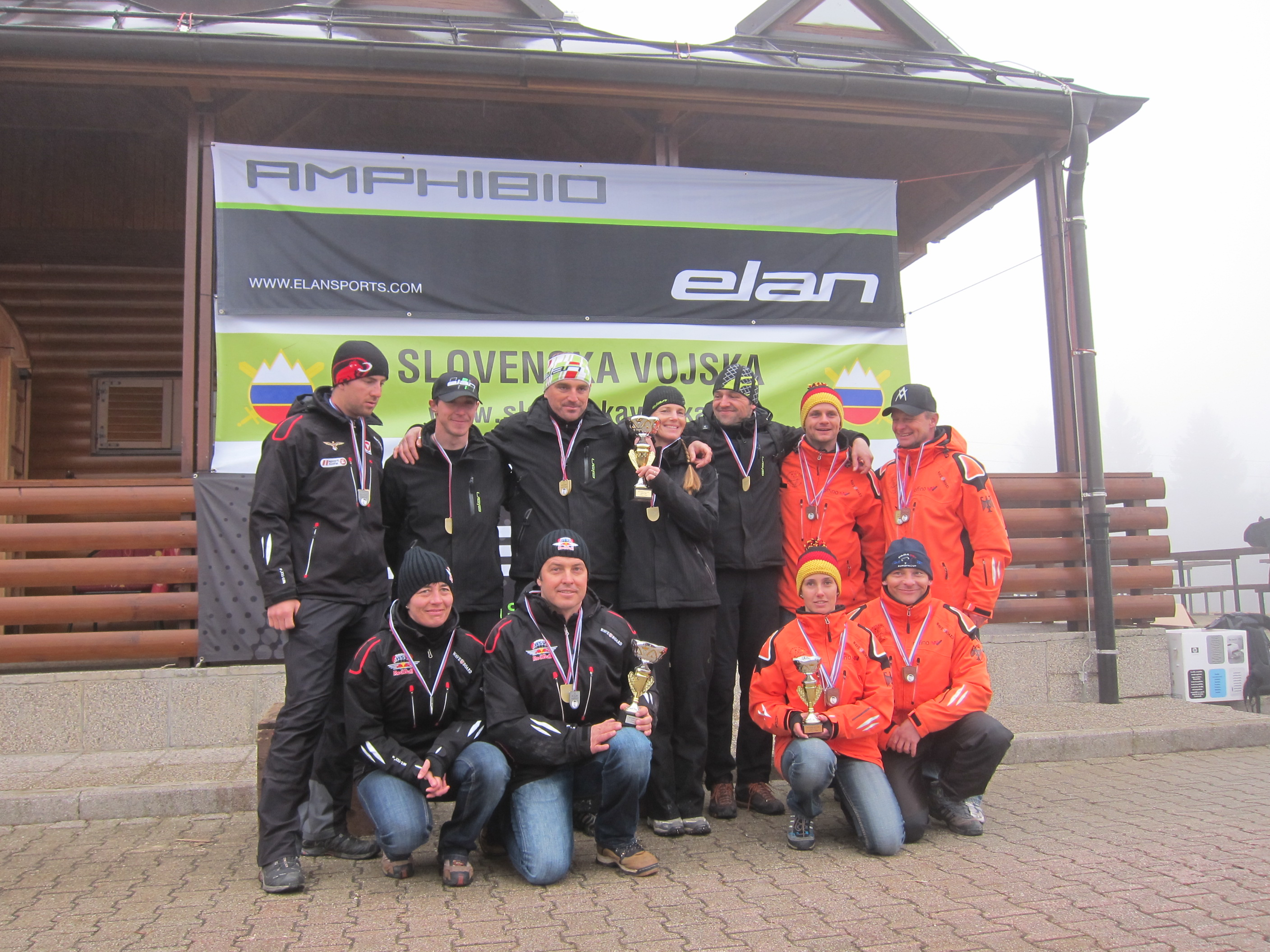
Podestplätze Teamgesamtwertung (v.l. Austria White, Slovenia Elan, Offino Kempten)

Nach dem dritten und letzten Bewerb der Saison 2011 stehen die Platzierungen in der EC Gesamtwertung fest.
| Wertung  | 1. Platz                 | 2. Platz            | 3. Platz                 |
| -------- | ------------------------ | ------------------- | ------------------------ |
| Team     | Slovenia Elan (SLO)      | Austria White (AUT) | Offino Kempten (GER)     |
| Herren   | Toni Gruber (AUT)        | Matej Becan (SLO)   | Marko Valente (ITA)      |
| Damen    | Claudia Lutz (GER)       | Irena Aubelj (SLO)  | Magdalena Schwertl (AUT) |
| Junioren | Michael Grossegger (AUT) | Fabian Resch (AUT)  | Edmund Pittracher (AUT)  |
| Masters  | Jürgen Barth (GER)       | Erika Franz (SUI)   | Gerhard Pum (AUT)        |